# Бабюк Віктор Борисович
Ві́ктор Бори́сович Бабю́к (нар. 19 вересня 1970) — генерал-майор, керівник Східного регіонального управління Державної прикордонної служби України (січень 2024 - по т.ч.), Західного регіонального управління ДПСУ (2019—2024). Начальник штабу Південного регіонального управління ДПСУ (2016—2019). 

## Життєпис
Народився 19 вересня 1970 року в родині службовців. Закінчив 8 класів Володимир-Волинської середньої школи № 2 вступив до Володимир-Волинського технікуму гідромеліорації, механізації та електрифікації сільського господарства, 1989 року по закінченні вступив до Голіцинського вищого військово-політичного прикордонного училища КДБ СРСР ім. Ворошилова. 1993 року по закінченні навчання повернувся до України.
У 1993—1999 роках — служба на різних посадах у Луцькому прикордонному загоні. 1999 року вступив на оперативно-тактичний факультет Національної академії Державної прикордонної служби України імені Б. Хмельницького, закінчив 2001 року. Направлений для подальшого проходження служби на посаду коменданта прикордонної комендатури «Великий Березний» Мукачівського прикордонного загону.
2002—2004 — різні посади в штабі Південного регіонального управління, 2004—2005 — служба в штабі Одеського прикордонного загону. Того ж року призначений першим заступником начальника загону — начальника штабу, а у листопаді 2005 року — начальником Котовського прикордонного загону. 2008—2009 — у штабі Північного регіонального управління.
З грудня 2009 року — заступник начальника штабу Південного регіонального управління.
9 липня 2010 року призначений начальником Чернігівського прикордонного загону.
З лютого 2012 року — перший заступник начальника регіонального управління — начальник штабу Східного регіонального управління Державної прикордонної служби України.
23 серпня 2014 року — Указом Президента України присвоєно звання генерал-майора.
З 2016 по 2019 рік на посаді першого заступника начальника регіонального управління — начальника штабу Південного регіонального управління Державної прикордонної служби України.
З листопада 2019 року керівник Західного регіонального управління Державної прикордонної служби України
З січня 2024 року — керівник Східного регіонального управління.
Одружений, родина виховує доньку.

## Нагороди
За особисту мужність і героїзм, виявлені у захисті державного суверенітету та територіальної цілісності України, відзначений:
- орденом Богдана Хмельницького II ступеня (2014)[3]
- орденом Богдана Хмельницького III ступеня (2007)[4]
- медалями